# به روسی بگو
به روسی بگو (به انگلیسی: Say It in Russian) فیلمی محصول سال ۲۰۰۷ و به کارگردانی جف سلنتانو است. در این فیلم بازیگرانی همچون استیون برند، راده شربجیا، فی داناوی، موستا واندر، الکس نسیک، استیون برکوف و الیا باسکین ایفای نقش کرده‌اند.